# Appias albina
Appias albina, el albatros común, es una pequeña mariposa de la familia Pieridae. Se encuentra en el sur y sureste de Asia a Australia.

## Descripción
Esta mariposa se parece mucho a Appias paulina, pero los machos pueden distinguirse por la forma más puntiaguda del ala anterior y las hembras por la banda negra oblicua más estrecha en la parte inferior del ala anterior. Otras diferencias se dan a continuación.

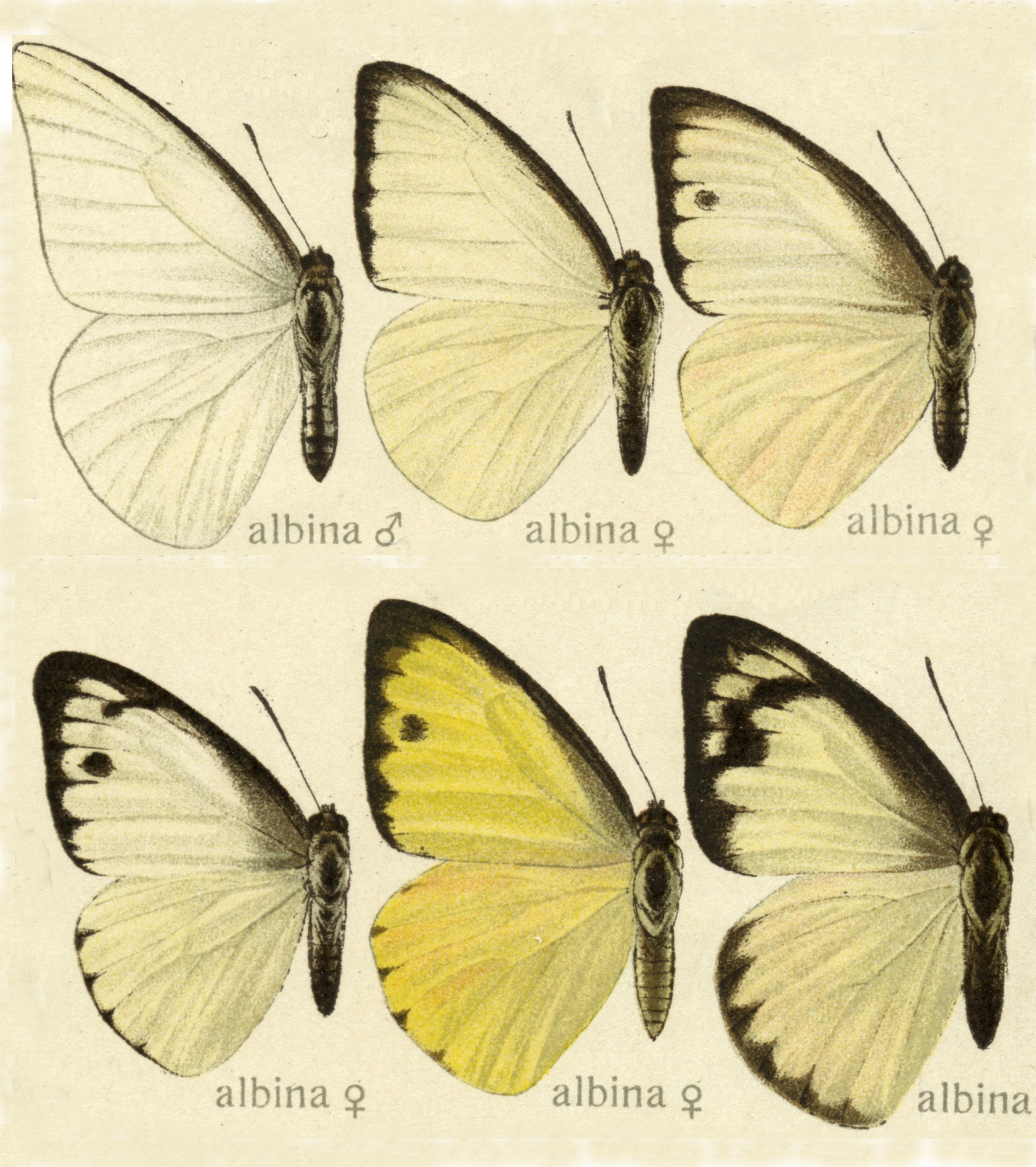

## Variación

### Forma de estación húmeda
Los machos tienen las alas superiores irrorizadas (salpicadas) con escamas negras en el vértice y en la parte anterior a lo largo del termen, mucho más escasas y más estrechas en general que en A. paulina. En la parte inferior, el vértice de la cara anterior y toda la superficie de la parte posterior son pálidos, opacos, a veces con un ligero tinte rosado, pero nunca amarillo pálido como en A. paulina.
Los sexos son dimorfos; las hembras difieren de la siguiente manera:
Primera forma: en la parte superior, la parte posterior del tornal del área negra en la parte anterior no es redondeada hacia adentro, sino recta y generalmente difusa. La parte inferior es muy parecida a la parte inferior de la forma de estación seca de A. paulina femenina. Sin embargo, difiere en la estrechez de la banda negra curvada oblicua, cuyo margen exterior es irregularmente en zigzag, y nunca se curva de manera uniforme como en A. paulina.
Segunda forma: marcas como en la primera forma, pero el color de fondo en la parte superior es completamente amarillo pálido. En la parte inferior, la mitad apical de la célula y el disco de la banda anterior a la banda negra son de color amarillo azulado pálido. La banda negra curvada oblicua es como en la primera forma y el espacio intermedio 1 es blanquecino. El resto de las alas anteriores y toda la superficie de las alas posteriores son de color amarillo cromo intenso.
Las antenas, la cabeza, el tórax y el abdomen son muy parecidos a las de A. paulina, pero las antenas son de un color negro oscuro y están más manchadas de blanco; La parte inferior del tórax es blanca en los machos, nunca amarilla.

### Forma de estación seca
Parte superior e inferior: similar a la de los especímenes de la estación húmeda, pero en el macho el polvo de escamas negras en la parte superior casi ha desaparecido, en algunos especímenes por completo, mientras que en la parte inferior, la coloración ocre es mucho más pálida.
En las hembras, ambos dimorfos difieren poco de los dimorfos de la estación de la estación húmeda, solo en la parte superior el negro en la mitad apical de la parte anterior y en el margen terminal de la parte posterior es más restringido, mientras que en la parte inferior la curva oblicua. La banda negra que cruza la cara anterior es claramente más estrecha con una tendencia a volverse difusa.
La envergadura es de 60–74 mm.[cita requerida]
Se encuentra en Sikkim hasta 4,000 pies (1,200 m), Bengala, oeste y sur de la India. También se extiende hacia el noreste de la India, Birmania y la península malaya.

## Ciclo de vida

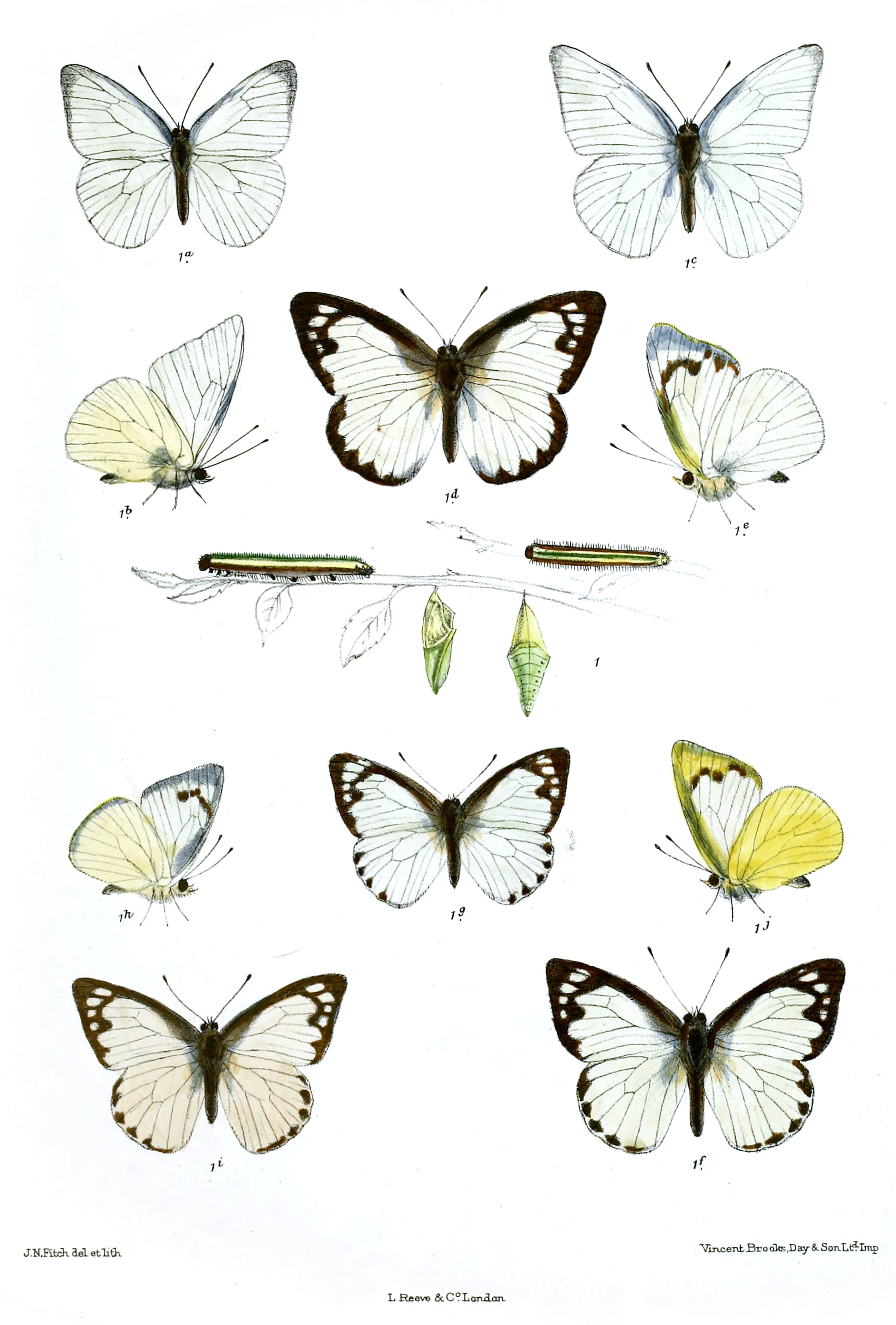
Un A. swinhoei

### Larva
"Verde claro con una banda espiracular de color amarillo-blanco de los segmentos 2 y 3 al segmento 12, donde la banda se expande un poco. Cabeza redonda, brillante, amarilla ... cubierta con pequeños tubérculos negros setiféricos cónicos; cuerpo rugoso, con seis filas transversales desde arriba de la región espiracular sobre el dorso, de pequeños, brillantes, setiferos, tubérculos cónicos negros a cada segmento; los segmentos 2, 12 y 13 tienen solo unas pocas filas transversales de tales tubérculos".

### Pupa
"Sucio blanquecino, con un tono rosado en los segmentos 4 a 14. El proceso de la cabeza entre los ojos es largo, aplanado a los lados, ligeramente curvado, apuntado a la extremidad ... bordes en la superficie ventral minuciosamente dentados. El frente el margen del segmento 2 se produce en un diente subdorsal pequeño, y la línea dorsal está bastante carinada; el tórax está altamente carinado en la línea dorsal ...; los dientes laterales de los segmentos 6, 7 y 8 son todos del mismo tamaño y son puntiagudos ...; la producción de cabezas, los puntos en el segmento 2, los dientes en los segmentos 6 y 7 (a veces) y la extremidad del cremaster negro ". (Después de Nicéville).

## Plantas alimentarias
Plantas del género Drypetes: Drypetes oblongifolia, Drypetes roxburghii y Drypetes venusta.

## Galería

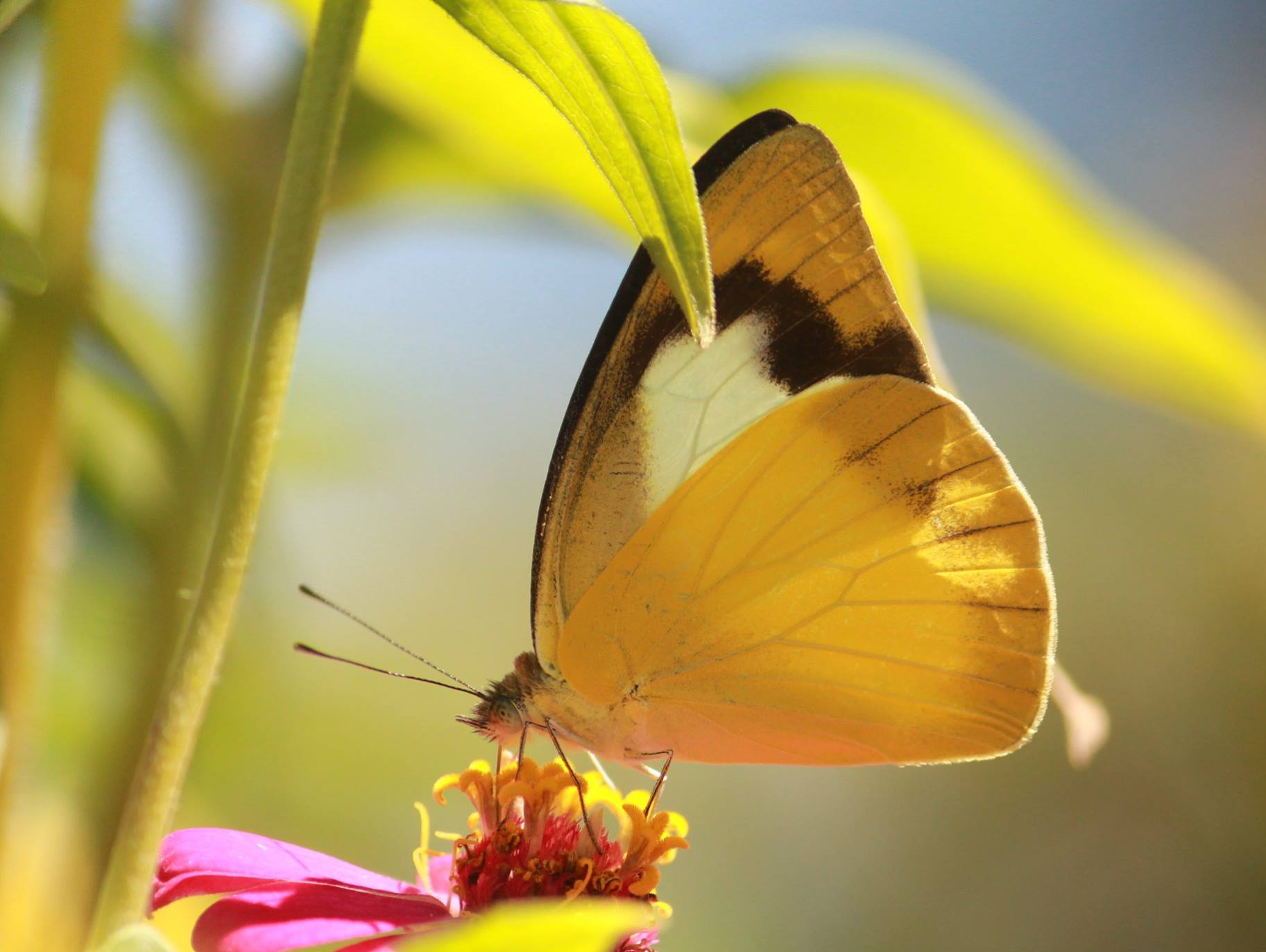
Forma semiflava (Hembra)
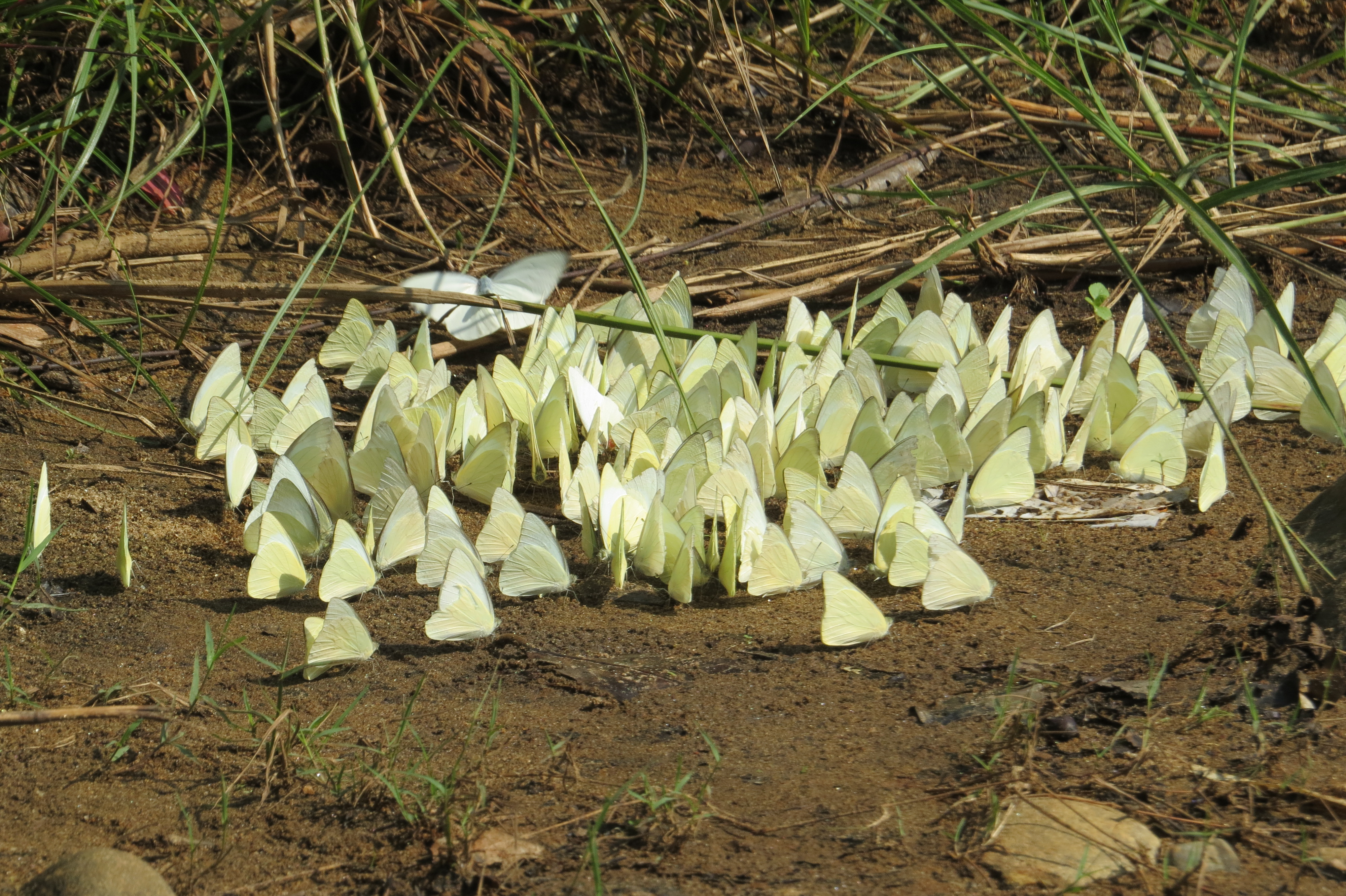
Encharcamiento en Makkootta, Karnataka, India.
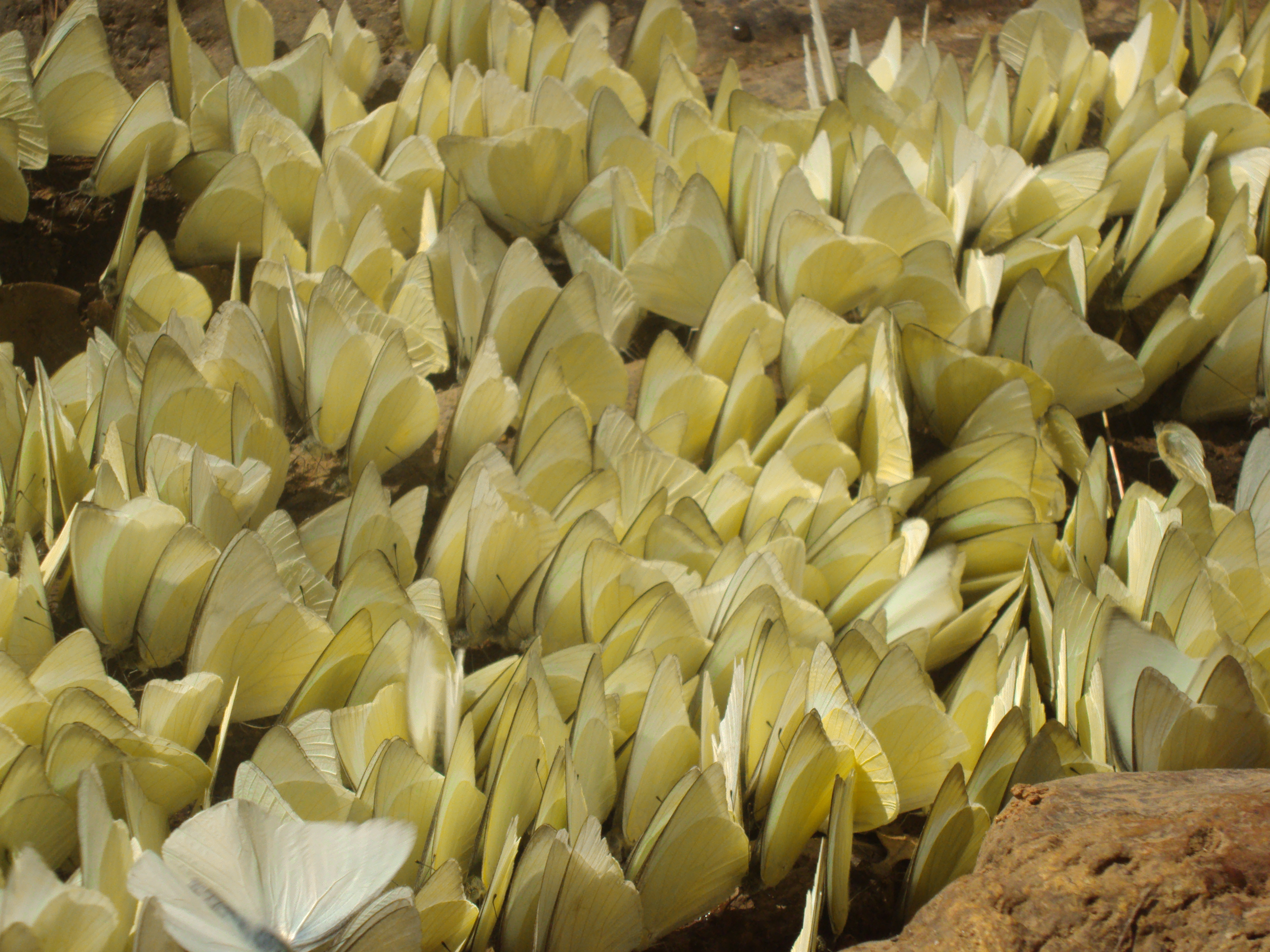
Encharcamiento desde el lecho del arroyo seco en el Santuario de Vida Silvestre Aralam, Kerala, India.
- Encharcamiento en Sri Lanka.